# Xã Flat Rock, Quận Bartholomew, Indiana
Xã Flat Rock (tiếng Anh: Flat Rock Township) là một xã thuộc quận Bartholomew, tiểu bang Indiana, Hoa Kỳ. Năm 2010, dân số của xã này là 1.574 người.